# Fulco de Jerusalén
Fulco V de Anjou (1089/1092-13 de noviembre de 1143), también conocido como Fulco el Joven, y desde 1131 como Fulco I de Jerusalén, fue conde de Anjou de 1109 a 1129, y rey consorte de Jerusalén desde 1131 hasta su muerte.

## Conde de Anjou
Fulco nació entre 1089 y 1092, hijo del conde Fulco IV de Anjou y Bertrada de Montfort. En 1092, Bertrade abandonó a su marido y se convirtió en la amante del rey Felipe I de Francia.
A la muerte de su padre en 1109, Fulco pasó a ser conde de Anjou, con unos 20 años aproximadamente. En principio se opuso al rey Enrique I de Inglaterra y apoyó a Luis VI de Francia, pero en 1127 se alió con Enrique, cuando este acordó casar a su hija Matilde con el hijo de Fulco, Godofredo de Anjou. Fulco marchó a la cruzada en 1120 y se hizo buen amigo de los caballeros templarios. A su vuelta, dio apoyo económico a los templarios y mantuvo a dos caballeros en Tierra Santa durante un año.

## La cruzada y el rey

Asia menor y los reinos cruzados hacia 1140.

Hacia 1127, Fulco se preparaba para volver a Anjou cuando recibió una embajada del rey Balduino II de Jerusalén. Este carecía de descendencia masculina, pero había nombrado sucesora a su hija Melisenda. Balduino quería defender la herencia de su hija casándola con un señor poderoso. Fulco era un rico cruzado y un experimentado jefe militar, y además era viudo.
Sin embargo, Fulco negoció un acuerdo mejor que el de simple consorte de la reina, quería ser rey junto a Melisenda. Balduino II lo aceptó, a causa de la fortuna y poder de Fulco. Y este dejó el condado de Anjou a su hijo Godofredo y partió para Jerusalén, donde se casó con Melisenda el 2 de junio de 1129. Posteriormente Balduino reforzó la posición de su hija al hacerla tutora única de su hijo Balduino III, nacido en 1130.
Fulco y Melisenda se convirtieron en gobernantes conjuntos de Jerusalén en 1131 a la muerte de Balduino II. Desde el principio Fulco asumió el control del gobierno en solitario, excluyendo a Melisenda. Favoreció a sus compatriotas de Anjou frente a la nobleza local. Los demás estados cruzados temieron que Fulco quisiese imponer la soberanía de Jerusalén sobre ellos, como ya lo había hecho Balduino II. Pero dichos estados lograron evitar su autoridad, pues Fulco era menos poderoso que su suegro.
En Jerusalén, Fulco se encontró con la oposición de la segunda generación de cristianos locales que se habían criado allí desde tiempos de la Primera Cruzada. Estos “nativos” apoyaban al primo de Melisenda, Hugo II de Le Puiset, conde de Jaffa, muy leal a la reina. Fulco lo consideró un rival, y le acusó de infidelidad con Melisenda; este se rebeló con el apoyo de Ascalón (ciudad musulmana). La intercesión del patriarca puso fin al conflicto y Hugo tuvo que exiliarse por tres años. Pero tras un intento de asesinato de Hugo, el partido de la reina dio un golpe de palacio y desde 1136 se hizo con el gobierno.

## Refuerzo de las fronteras
La frontera norte de Jerusalén era un problema, sobre todo por el creciente poder del atabeg Zengi de Mosul. Fulco se alió con el visir de Damasco, que también sufría la amenaza de Zengi, asegurando así la frontera septentrional. En el sur, también reforzó las fronteras con la construcción de varias fortalezas

## Muerte
En 1143, mientras Melisenda y su hijo estaban en Acre, Fulco sufrió un accidente de caza y murió. Según Guillermo de Tiro, Fulco era "pelirrojo, como David... leal y gentil, amable... un experimentado guerrero, lleno de paciencia y sabiduría en los asuntos militares." Pero también observa que falló en asegurar la defensa del reino por el norte. Ibn al-Qalanisi (que le llama al-Kund Anjur, la transcripción al árabe de "conde de Anjou") dice que "no fue diestro en su juicio ni tuvo éxito en su administración."

## Familia
En 1110, Fulco se casó con Ermengarda de Maine (m. 1126), hija de Elías I de Maine. Sus cuatro hijos fueron:
1. Godofredo de Anjou
2. Sibila de Anjou (1112-1165, Belén), casada en 1123 con Guillermo Clito (div. 1124), casada en 1134 con Teodorico, conde de Flandes
3. Alicia (o Isabel) (1107-1154, Fontevrault), casada con Guillermo Adelin; tras la muerte de este en el White Ship, fue monja y posteriormente llegó a ser abadesa de Fontevrault
4. Elías II de Maine (m. 1151)

Su segunda mujer fue Melisenda, reina de Jerusalén, con quien tuvo a:
1. Balduino III de Jerusalén
2. Amalarico I de Jerusalén

## Ficción histórica
- Tarr, Judith, "Queen of Swords", Forge Book, 1997